# Louis Theroux
Louis Sebastian Theroux ( /ˈluːi_θəˈruː/;nacido el 20 de mayo de 1970) es un documentalista, periodista, locutor y autor británico-estadounidense. Ha recibido tres Premios de Televisión de la Academia Británica y un Premio de Televisión de la Royal Television Society.
Después de graduarse en Magdalen College de Oxford, Theroux se mudó a los Estados Unidos y trabajó como periodista para Metro Silicon Valley y Spy. Pasó a la televisión como presentador de espacios poco convencionales en la serie TV Nation de Michael Moore.
Theroux es conocido por sus numerosos documentales para la BBC, comenzando con Weird Weekends (1998-2000) de Louis Theroux, seguido de When Louis Met... (2000-2002) y 50 especiales de la BBC Two (2003-presente). Su trabajo incluye estudios de subculturas inusuales y tabúes, el crimen y el sistema judicial, y celebridades, entre otros. La mayoría de sus documentales están ambientados en Estados Unidos, pero también ha estudiado culturas en Sudáfrica, Israel, Nigeria y el Reino Unido. The New Yorker describió el trabajo de Theroux como "una guía penetrantemente humana y astutamente divertida a través de los pasajes más funky de la cultura estadounidense".

## Biografía
Louis Sebastian Theroux nació en Singapur el 20 de mayo de 1970, hijo de madre inglesa, Anne (de soltera Castle), y padre estadounidense, Paul Theroux, destacado escritor de viajes y novelista.Su abuela paterna, Anne Dittami, era una profesora de escuela primaria estadounidense de ascendencia italiana, mientras que su abuelo paterno, Albert Eugène Theroux, era un vendedor francocanadienseen la empresa American Leather Oak. Theroux tiene doble ciudadanía británica y estadounidense. Es sobrino del novelista Alexander Theroux y del escritor Peter Theroux. Su hermano mayor, Marcel, es escritor y presentador de televisión. Su primo, Justin, es actor y guionista.
Theroux se mudó con su familia a Inglaterra cuando tenía un año y se crio en el área de Catford en el sur de Londres.Pasó de la escuela primaria a la Tower House School en East Sheen en 1979 y luego a la Westminster School, una escuela pública dentro del recinto de la Abadía de Westminster. Allí se hizo amigo de los comediantes Adam Buxton y Joe Cornish,y del futuro líder liberal demócrata y vice primer ministro Nick Clegg, con quien viajó a Estados Unidos.También actuó en varias producciones de teatro escolar, incluidas Bugsy Malone como Looney Bergonzi, Ritual for Dolls como el oficial del ejército y The Splendor Falls como el Minstrel.Estudió Historia Moderna en el Magdalen College de Oxford (1988-1991), donde se graduó con matrícula.

## Carrera
El primer empleo de Theroux como periodista fue en los Estados Unidos en Metro Silicon Valley, un semanario gratuito alternativo en San José, California.En 1992, fue contratado como escritor para Spy. También trabajó como corresponsal en la serie TV Nation de Michael Moore,para la cual proporcionó segmentos sobre temas culturales poco convencionales, incluida la venta de Avon a mujeres en la selva amazónica, el síndrome de Jerusalén y los intentos del Ku Klux Klan de rebautizarse como un grupo de derechos civiles para los blancos.
Cuando terminó TV Nation, Theroux firmó un acuerdo de con la BBC, donde desarrolló el programa Weird Weekends de Louis Theroux. Ha escrito para varias publicaciones, incluidas Hip Hop Connection y The Idler.

### Documentales

#### Los fines de semana extraños de Louis Theroux
En Weird Weekends (1998-2000), Theroux trato el tema de las subculturas marginales (en su mayoría estadounidenses), como supervivientes, los nacionalistas negros, los supremacistas blancos y las estrellas porno, a menudo viviendo entre o cerca de las personas que estaban involucradas en esos grupos. Su método documental expone sutilmente las contradicciones o elementos ridículos de las creencias seriamente arraigadas de sus sujetos. 

#### When Louis Met...
En la serie When Louis met... (2000-02), Theroux acompañó a una celebridad británica diferente en cada programa de su vida diaria, entrevistándolas sobre la marcha. Su episodio sobre el artista británico Jimmy Savile, titulado Cuando Louis conoció a Jimmy, fue votado como uno de los mejores documentales de todos los tiempos en una encuesta de 2005 realizada por el Canal 4 de Gran Bretaña.Algunos años después de que se filmara el episodio, la NSPCC describió a Savile como uno de los delincuentes sexuales más prolíficos de Gran Bretaña.
En una entrevista en 2015, Theroux expresó su intención de producir un documental de seguimiento sobre Savile para la BBC para explorar cómo el difunto artista había continuado su abuso durante tanto tiempo, hablar con la gente que le conocía de cerca y examinar sus propias reflexiones sobre su incapacidad para profundizar más en el primer caso.Este documental de seguimiento, con el título Savile, se emitió en BBC Two el domingo 2 de octubre de 2016 y duró 1 hora y 15 minutos.
En Cuando Louis conoció a los Hamilton, el ex diputado conservador Neil Hamilton y su esposa Christine fueron arrestados durante el rodaje, debido a acusaciones falsas de agresión indecente.
En Cuando Louis conoció a Max Clifford, este intentó tender una trampa a Theroux, pero lo pillaron mintiendo mientras el equipo grababa su micrófono en vivo durante las conversaciones.
Una vez concluida esta serie, se lanzó una retrospectiva llamada Life with Louis. Theroux hizo un documental llamado Louis, Martin & Michael sobre su búsqueda para conseguir una entrevista con Michael Jackson, que perdió ante Martin Bashir, quien luego hizo el documental Living With Michael Jackson. Algunos episodios seleccionados de Cuando Louis conoció... se incluyeron como contenido adicional en una colección Best-Of de Weird Weekends.

#### Especiales deBBC Two
En estos programas especiales, a partir de 2003, Theroux volvió a la temática americana, trabajando en largometrajes y de forma más natural. En marzo de 2006, firmó un nuevo contrato con la BBC para realizar 10 películas en el transcurso de tres años. Los temas de los especiales incluyen bandas criminales en Lagos(Nigeria), neonazis en Estados Unidos y ultrasionistas en Israel. También explora la psiquiatría infantil y los sistemas penitenciarios de California y Florida. Un especial de 2007, La familia más odiada de Estados Unidos, recibió fuertes elogios de la crítica de los medios internacionales.

#### Mi película de cienciología
En octubre de 2016, Theroux estrenó un largometraje documental, My Scientology Movie. Producida por Simon Chinn, un amigo de la escuela de Theroux, y dirigida por John Dower, la película muestra a Theroux intentando obtener acceso a la secreta Iglesia de Scientology. Se estrenó en el Festival de Cine de Londres en 2015 y se estrenó en cines del Reino Unido el 7 de octubre de 2016.

#### América prohibida
Forbidden America es una serie de tres partes que se centra en el uso de las redes sociales en los Estados Unidos entre varios grupos, incluidos los de extrema derecha, raperos y actores de películas pornográficas. En lo extremo y en línea, Louis se encuentra con la última encarnación de la extrema derecha estadounidense: un movimiento político nacido de Internet y que cada vez hace sentir su presencia en el escenario político. "Theroux entrevista a Nick Fuentes y Baked Alaska."

#### Entrevistas
En 2022, la BBC anunció una serie de entrevistas realizadas por Theroux bajo el título Louis Theroux Interviews, en las que conoce y habla con celebridades del escenario, la pantalla y la música sobre sus exitosas carreras y sus vidas personales.La primera serie comenzó a transmitirse semanalmente en BBC Two el 25 de octubre de 2022 y presenta entrevistas del rapero Stormzy, la actriz Dame Judi Dench, el músico YUNGBLUD, el aventurero Bear Grylls, la comediante Katherine Ryan y la cantante Rita Ora. La BBC ha anunciado una segunda serie de entrevistas con Louis Theroux.

### Libros
Theroux publicó su primer libro, The Call of the Weird: Travels in American Subcultures, en Gran Bretaña en 2005. En él relata su regreso a Estados Unidos para conocer la vida de algunas de las personas que había presentado en sus programas de televisión.
Theroux publicó unas memorias, Gotta Get Theroux This, en septiembre de 2019.Publicó su tercer libro, Theroux the Keyhole, un diario durante el confinamiento por COVID-19 en el Reino Unido, en noviembre de 2021.

### Pódcasts
En abril de 2020, durante el confinamiento por COVID-19, Theroux inició el podcast de BBC Radio 4 Grounded with Louis Theroux desde su casa, en el que entrevista a personas conocidas que encuentra particularmente fascinantes y con quienes no necesariamente habría tenido la oportunidad de hablarante la pandemia de COVID-19.
A partir del 6 de junio de 2023, comenzó a presentar The Louis Theroux Podcast como parte de un acuerdo con Spotify.

### Otras apariciones
Theroux hace algunas apariciones en el DVD The Adam and Joe Show y ha sido invitado muchas veces en los programas de radio de Adam &amp; Joe así como en The Adam Buxton Podcast.
Como parte del episodio "Porn" de Weird Weekends, Theroux acordó filmar un cameo en la película de pornografía gay de 1997 Take a Peak.No realizó actos sexuales en la película, pero hizo una breve aparición como un guardaparque en busca de un criminal. En el episodio "Infomercials" de Weird Weekends, apareció como vendedor en vivo de una trituradora de papel doméstica para Home Shopping Network.
En diciembre de 2015, Theroux fue capitán del equipo que representaba a Magdalen College, Oxford en el Christmas University Challenge de BBC Four. En su partido de primera ronda, el equipo venció al equipo de la Universidad de Exeter por 220 a 130 y ganó el torneo.
En abril de 2022, Theroux se volvió viral después de que un clip de él en el programa de YouTube Chicken Shop Date — en el que interpretaba un breve rap que había escrito e interpretado originalmente en el episodio " Gangsta Rap " de Weird Weekends 22 años antes — fuera sintonizado automáticamente por un Usuario de TikTok y convertido en una pista de audio reutilizable con música de fondo. La tendencia hizo que los usuarios sincronizaran los labios con el sonido y realizaran un baile de acompañamiento. Esto ha llevado a que se descubran más imágenes de la habilidad de Theroux para rapear, lo que llevó a la BBC a publicar un artículo enumerando siete veces que "demostró que era un gran experto en hip hop ". En mayo, Theroux lanzó " Jiggle Jiggle ", una versión completa del rap que creó junto al dúo de DJ de Mánchester Duke & Jones.

## Vida personal
El primer matrimonio de Theroux fue con Susanna Kleeman desde 1994 hasta que se divorciaron en 2001; Más tarde le dijo a Sathnam Sanghera del Financial Times : "Lo que pasó fue que mi novia vivía conmigo en Nueva York . Tenía problemas para encontrar trabajo... legalmente. Así que nos casamos, para ponérselo más fácil a ella. Nunca "Realmente nos consideramos casados en el sentido completo: no hubo fotos de boda ni nada de eso. Fue realmente un matrimonio de conveniencia ".
Theroux se casó con su novia de toda la vida, Nancy Strang, el 13 de julio de 2012.Tienen tres hijos juntos.En una masterclass de 2012, habló de los desafíos de combinar la vida familiar con la necesidad de trabajar en proyectos.Vivían en el área de Harlesden en Londres hasta que se mudaron temporalmente a Los Ángeles a principios de 2013, lo que le permitió más tiempo para concentrarse en su serie LA Stories. En 2017, se mudaron a Los Ángeles.Theroux y su familia pasaron los encierros de COVID-19 en su casa en el noroeste de Londres.
Theroux es partidario del club de fútbol Queens Park Rangers del oeste de Londres.

## Premios
|      | Categoría                                                                      | Espectáculo                                   | Resultado |
| ---- | ------------------------------------------------------------------------------ | --------------------------------------------- | --------- |
| 2002 | Premio Richard Dimbleby al mejor presentador (objetivos, artículos y noticias) | Cuando Luis conoció...                        |           |
| 2002 | Premio Flaherty al Documental (TV)                                             | Cuando Luis conoció... Los Hamilton           |           |
| 2001 | Premio Richard Dimbleby al mejor presentador (objetivos, artículos y noticias) | Los fines de semana extraños de Louis Theroux |           |

### premios emmy
| Año  | Categoría                   | Espectáculo          | Resultado |
| ---- | --------------------------- | -------------------- | --------- |
| 1995 | Serie informativa destacada | Nación de televisión |           |

### Premios de Televisión de la Royal Television Society
| Año  | Categoría         | Espectáculo             | Resultado |
| ---- | ----------------- | ----------------------- | --------- |
| 2010 | Mejor presentador | Un lugar para pedófilos |           |
| 2002 | Mejor presentador | Cuando Luis conoció...  |           |